# مقاطعة جردونه
أوبلاست جردونه (بالروسية: Гродзенская вобласць) هي مقاطعة تقع شمال غربي بيلاروسيا، عاصمتها الإداريّة مدينة جردونه وهي أكبر مدينة في الإقليم. اعتبارًا من عام 2024، بلغ عدد سكانها 992.556 نسمة.